# Herbert Horn (Fußballspieler)
Herbert Horn (* 21. Januar 1949) ist ein ehemaliger deutscher Fußballspieler. Der Mittelfeldspieler absolvierte für die SpVgg Bayreuth von 1969 bis 1974 in der zweitklassigen Fußball-Regionalliga Süd 140 Ligaspiele mit elf Toren und daran anschließend in der 2. Fußball-Bundesliga von 1974 bis 1982 weitere 285 Ligaspiele mit 23 Toren. Horn ist der Rekordspieler der SpVgg Bayreuth in der Regionalliga wie auch in der 2. Bundesliga.

## Laufbahn

### Amateur und Regionalliga Süd, bis 1974
Von seinem Heimatverein 1. FC Creussen wechselte Horn 1966 in die A-Jugend der Spielvereinigung Bayreuth. Er gehörte bereits dem Meister- und Aufstiegsteam der Saison 1968/69 der Schwarz-Gelben in der Bayernliga an. Unter Trainer Willibald Hahn gelang der Aufstieg in die Regionalliga Süd und Manfred Größler erzielte in der Meisterschaftsrunde 35 Tore. Mit dem Heimspiel am 16. August 1969 gegen Kickers Stuttgart begann die Verbandsrunde 1969/70. Vor 8.500 Zuschauern erreichte das Team aus der Wagner-Stadt ein 1:1-Remis. Der zwanzigjährige Horn agierte im Mittelfeld und Größler verwandelte einen Foulelfmeter für die Oberfranken. Neben den Derbys gegen FC Bayern Hof mit dem Bayreuther Torjäger Wolfgang Breuer, waren insbesondere die Spiele gegen die Spitzenmannschaften Offenbacher Kickers, Karlsruher SC und 1. FC Nürnberg herausragende Wettkämpfe für den Aufsteiger. In der 20er-Staffel im Süden musste ein Entscheidungsspiel in Fürth zwischen Bayreuth und ESV Ingolstadt über den 16. Rang entscheiden, Bayreuth verlor mit 2:5 und stieg damit umgehend wieder in das Amateurlager ab. Der junge Horn hatte alle 38 Rundenspiele bestritten und vier Tore erzielt. Die Spielvereinigung wurde 1970/71 mit 61:7 Punkten überlegener Meister in der Bayernliga und kehrte sofort wieder in die Regionalliga Süd zurück.
Neben dem erneuten Aufstieg hatte Horn in der Verbandsauswahl von Bayern in dieser Phase auch noch beim zweimaligen Gewinn des Länderpokals in den Jahren 1970 und 1971 mitgewirkt. Bayern gewann am 6. Oktober 1970 in Karlsruhe mit 2:0 gegen Nordbaden und am 11. Juli 1971 in Bayreuth mit 2:1 nach Verlängerung gegen den Niederrhein die jeweiligen Endspiele. Horn stand in beiden Siegerteams im Mittelfeld und die Vereinskollegen Adolf Ruff (Torhüter), Hans Rauh (Verteidiger) und Manfred Größler vervollständigten den Bayreuther Beitrag. Verbandstrainer Horst Stürze hatte daneben noch mit Heiner Schuhmann, Walter Sohnle, Horst Pohl, Günter Helgert, Roland Stegmayer und Manfred Linz weitere ausgezeichnete Kräfte zum Einsatz gebracht. Beim Endspielgegner Niederrhein waren 1971 die späteren Bundesligaakteure Heiner Baltes, Reiner Hollmann, Benno Beiroth, Rudolf Seliger, Leonhard Helmreich und Klaus Wunder aufgelaufen.
Ab der Saison 1971/72 spielte Horn dann wieder mit Bayreuth in der damals zweitklassigen Regionalliga Süd. Als Rückkehrer belegte man den 13. Rang und spielte sich in den letzten zwei Jahren der Regionalligazweitklassigkeit 1973 und 1974, auf die vorderen Plätze vier und fünf. Horn hatte in den drei Runden 102 Ligaspiele bestritten und sieben Tore erzielt.

### 2. Bundesliga, 1974 bis 1982
Damit war die SpVgg Bayreuth für die neu eingeführte 2. Bundesliga Süd zur Saison 1974/75 qualifiziert. Er startete unter Trainer Jenő Vincze in die 2. Liga und sicherte sich mit seinen Mannschaftskameraden unter Vincze-Nachfolger Gerhard Happ mit dem neunten Rang den Klassenerhalt. In 38 Ligaspielen hatte der Mittelfeldmann an der Seite von Heimkehrer Wolfgang Breuer und dem 11-fachen Torschützen Größler zwei Tore erzielt; die 29:9 Heimpunkte waren der Garant für das Bestehen in der 2. Liga. Im zweiten Jahr, 1975/76, verbesserte man sich auf den fünften Rang und Horn hatte dabei in 37 Einsätzen fünf Tore beigesteuert. Mit Herbert Heidenreich und Uwe Sommerer hatten zwei Stürmer jeweils 13 Tore erzielt. Im dritten Jahr 2. Bundesliga, 1976/77, stürzte die Spielvereinigung auf den 14. Rang zurück; Horn hatte aber die gleichen Einsatz- und Torzahlen des Vorjahres aufzuweisen. Herausragend war in dieser Runde der 3:2-Heimerfolg im Januar 1977 gegen den späteren Meister VfB Stuttgart, als „Bobby“ Breuer in der 85. Minute das 3:2 gelang. Unter dem neuen Trainer Heinz Elzner erfolgte 1977/78 ein deutlicher Aufschwung der die Schwarz-Gelben auf den vierten Rang im Endklassement führte. Nach der Vorrunde stand die Spielvereinigung sogar auf dem ersten Platz. Mit 34:4 Punkten wies man eine ausgezeichnete Heimbilanz auf und Horn hatte alle 38 Ligaspiele absolviert und dabei zwei Tore erzielt.
Zum sportlichen Höhepunkt wurde aber die folgende Runde 1978/79. Der erste Spieltag, am 29. Juli 1978, begann mit einem 3:1-Auswärtserfolg der Spielvereinigung beim TSV München 1860. Horn konnte sich dabei als Torschütze auszeichnen. Nach dem fünften Spieltag, einem 1:0-Erfolg bei den Stuttgarter Kickers, führte Bayreuth mit 10:0 Punkten die Tabelle an. Die zwei unerwarteten Niederlagen am Ende der Rückrunde gegen die um den Klassenerhalt kämpfenden Mannschaften von Baunatal (0:1) und dem FSV Frankfurt (2:4-Heimniederlage) verhinderten den Meisterschaftsgewinn und damit den direkten Bundesligaaufstieg. Mit 52:24 Punkten wurde Bayreuth hinter München 1860 mit einem Punkt Rückstand Vizemeister. Horn hatte 36 Ligaspiele absolviert und drei Tore erzielt. Im Juni 1979 verpasste er mit der SpVgg Bayreuth in der Relegation gegen den KFC Uerdingen den Aufstieg in die 1. Bundesliga. Im Heimspiel am 14. Juni bildete er beim 1:1-Remis vor 22.000 Zuschauern mit Klaus Brand und Wolfgang Breuer das Mittelfeld. Bei der 1:2-Auswärtsniederlage am 20. Juni erzielte Horn in der 24. Minute den zwischenzeitlichen 1:1-Ausgleichstreffer; Willi Götz entschied mit seinem Treffer in der 85. Minute das Spiel für Uerdingen.
Es folgten noch drei weitere Runden in der 2. Bundesliga mit Bayreuth, da er aber auch schon die Dreißig überschritten hatte und die zwei Galionsfiguren Breuer und Größler – beide Jahrgang 1944 – sich schon mehr wie deutlich im Seniorenalter befanden, konnte Bayreuth nicht mehr die alte Leistungsstärke halten. Es ging in der Tabelle nach unten und im Sommer 1982, es war die erste Runde der eingleisigen 2. Bundesliga, ging es in das Amateurlager zurück.
Horn beendete im Sommer 1982 seine Karriere bei der SpVgg Bayreuth.